# 33544 Jerold
33544 Jerold è un asteroide della fascia principale. Scoperto nel 1999, presenta un'orbita caratterizzata da un semiasse maggiore pari a 2,5409579 UA e da un'eccentricità di 0,1690114, inclinata di 13,44294° rispetto all'eclittica.